# Мэй Баоцзю
Мэй Баоцзю (кит. 梅葆玖, пиньинь Méi Bǎojiǔ; 29 марта 1934, Шанхай — 25 апреля 2016, Пекин) — китайский артист, исполнитель ролей женского амплуа дань в Пекинской опере, руководитель Труппы Пекинской оперы имени Мэй Ланьфана, член НПКСК. Девятый сын и продолжатель дела Мэй Ланьфана.

## Биография
Родился 29 марта 1934 года в Шанхае, девятый и младший сын знаменитого исполнителя ролей Пекинской оперы Мэй Ланьфана.
С десяти лет обучался мастерству у отца, основателя школы «Мэй» Пекинской оперы. С тринадцати лет начал выступать на сцене. С восемнадцати лет выступал на сцене вместе с отцом.
В течение 14 лет в годы Культурной революции — из-за борьбы властей с Пекинской оперой — не мог выступать и занимался ремонтом радиоприёмников.
В 2013—2014 годы провёл гастрольный тур по США, России, Тайваню и Гонконгу в честь 120-летия со дня рождения Мэй Ланьфана.
Активно занимался продвижением Пекинской оперы, предлагал ввести соответствующий предмет в школах. Также занимался преподавательской деятельностью и обучил десятки актрис Пекинской оперы. Мужчина, играющий женские роли, среди его учеников был только один — Ху Вэньгэ (кит. 胡文阁).
31 марта 2016 года из-за затруднений в дыхании был госпитализирован в одну из больниц Пекина, где и скончался 25 апреля.

## Творчество
Последователь созданный его отцом школы Пекинской оперы «Мэй». По словам Мэй Баоцзю, уже выступая вместе с отцом на сцене наблюдал из-за кулис за выступлениями Мэй Ланьфана и продолжал учиться у того до самой кончины последнего.
В тринадцать лет уже играл на сцене в таких операх, как «Нефритовая река» и «Сылан навещает мать»
От природы наделён чистым и нежным голосом; благодаря умению контролировать свои вокальные способности успешно справлялся с ролями в стиле школы «Мэй».
Среди лучших у Мэй Баоцзю называются роли в таких произведениях, как «Прощай, моя наложница», «Захмелевшая наложница Ян Гуйфэй», «Му Гуйин принимает командование», «Неофициальная биография Ян Тайчжэнь».